# Bauplan (Morphologie)
Ein Bauplan in der Biologie beschreibt die anatomisch gemeinsamen Strukturen eines Stamms oder einer anderen taxonomischen Einheit. Baupläne werden vor allem in der Morphologie (Formenlehre) erfasst und in der Taxonomie, Systematik und der vergleichenden Physiologie angewandt. Baupläne phylogenetisch verwandter Taxa können hinsichtlich Gemeinsamkeiten und Unterschiede verglichen werden.
Das Wort Bauplan fand mit dieser Bedeutung Eingang in die deutsche und englische Fachterminologie der Biologie, der Phylogenetik und der Paläontologie: bauplan.

## Allgemeines
Der Bauplan, insbesondere bei höheren Taxa, muss keinem einzelnen Lebenden Organismus, also einem Individuum einer Art gleichen. Wichtiger ist vielmehr, dass alle ursprünglichen und neuen Merkmale eines Taxons im Bauplan enthalten sind, die die gemeinsamen Merkmale (Homologien) der dargestellte Organismengruppe darstellen. Merkmale, die nur bei einzelnen Untertaxa als Sonderentwicklung oder Reduzierung auftreten, werden im Bauplan daher nicht aufgeführt. Schwierigkeiten bei der Erstellung eines taxonomischen Bauplans bereiten vor allem analoge Strukturen, die im Gegensatz zu homologen Strukturen zwar die gleiche Funktion aufweisen, aber nicht den gleichen Ursprung besitzen. Auch die Unterscheidung zwischen Apomorphien (abgeleitete Merkmalen), Plesiomorphien (geerbte Merkmale), Synapomorphien (gemeinsame abgeleitete Merkmale) und Symplesiomorphien (gemeinsam ererbte Merkmale) ist ein wesentliches Problem bei der Bauplanerstellung. 
Für die Evolutionsforschung, die Erforschung der Stammesgeschichte und insbesondere der Systematik haben „Baupläne“ eine besondere Bedeutung. Die frühe Biologie hat ihre Systematik ausschließlich auf Morphologische Baupläne aufgebaut. Erst mit dem Aufkommen der Genetik, insbesondere des DNA-Sequenzvergleichs (siehe Genetischer Fingerabdruck, Mikrosatelliten usw.), der Allozym-Analyse und der vergleichenden Verhaltensbiologie seit der Mitte des 20. Jahrhunderts wurden zusätzliche Methoden zur systematisch-taxonomischen Verwandtschaftsanalyse erschlossen. Viele Ergebnisse der morphologischen Taxonomie wurden durch die neuen Methoden bestätigt und viele Zweifelsfälle geklärt.
Disziplinen wie die systematische Paläontologie, die sich mit ausgestorbenen Lebensformen beschäftigt, von denen oft nur Abdrücke und Versteinerungen erhalten blieben, sind nach wie vor fast ausschließlich auf die morphologische Bauplansystematik angewiesen, da bei diesen Funden keine DNA-Vergleiche möglich sind.

## Geschichte des „Bauplan“-Begriffs

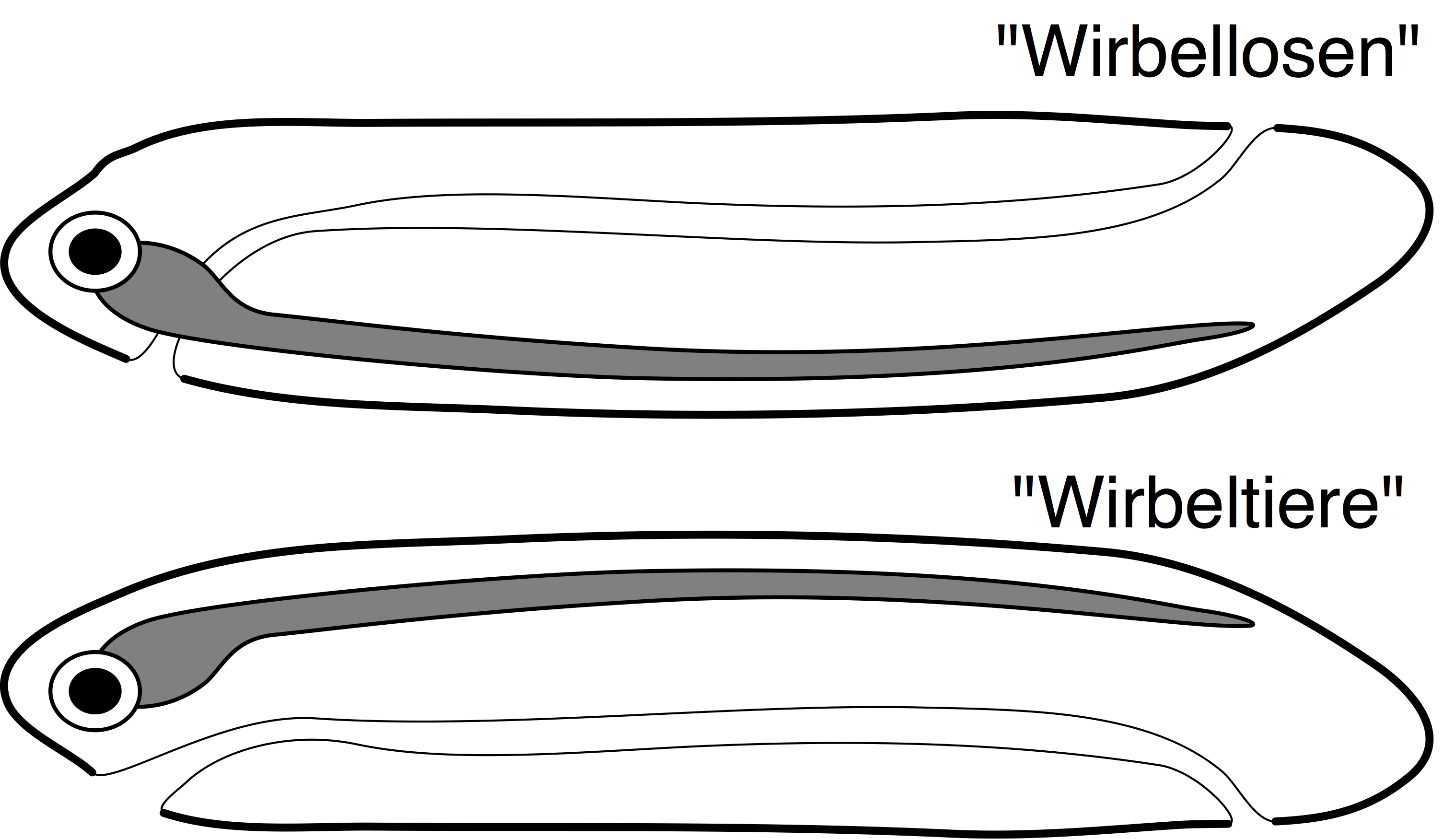
Skizze von Geoffroys auf dem Kopf gestellten „Bauplans“ der Wirbeltiere im Vergleich zu den Wirbellose

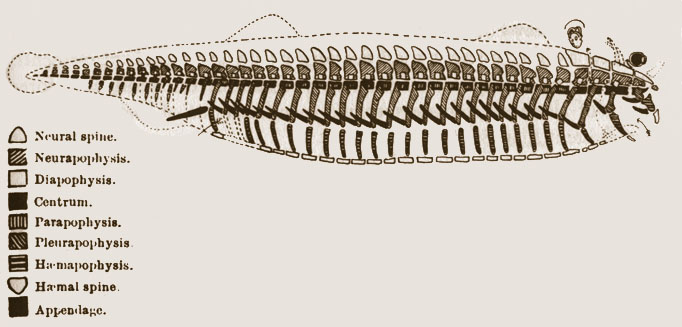
Eine Skizze aus dem Jahre 1847 von Richard Owen. Es zeigt sein Konzept der Archetypen für die Wirbeltiere archetype for all vertebrates

Étienne Geoffroy Saint-Hilaire versuchte, den Körperbau der Wirbeltiere und Wirbellosen zu analogisieren und gelangte dadurch zu einer Theorie der Einheit des Bauplans, unité de plan, einer Theorie von den Analogien (in aktueller Terminologie auch als Homologien bezeichnet), woraus er schloss, dass die Entwicklung der Lebewesen von einem einzigen Bauplan, plan d'organisation hergeleitet werden könne. Durch diese Hypothese geriet er aber mit Georges Cuvier in Streit, bekannt als Pariser Akademiestreit (1830), der eine Aufspaltung in vier verschiedene und unabhängige Grundbaupläne im Tierreich postulierte. Im Sommer 1831 folgte Richard Owen der Einladung von Georges Cuvier nach Paris. Dort verbrachte er einen Monat. Am Jardin des Plantes lernte er Cuviers Förderer Étienne Geoffroy Saint-Hilaire kennen. Richard Owen entwickelte eine Vorstellung eines Grundbauplans etwa für alle Vertebraten. Diesen Plan nannte er Archetyp, archetype.